# کانجینچو
کانجینچو (به ژاپنی: 勧進帳) (طومار دعوت) کابوکی‌ای نوشتهٔ نامیکی گوهی سوّم در نیمهٔ نخست قرنِ ۱۹ میلادی است.

## به فارسی
بهرام بیضایی کانجینچو را از روی ترجمهٔ انگلیسی جیمز براندن و تاماکو نیوا به فارسی درآورده و در شمارهٔ ۹۴ مجلّه موسیقی به سال ۱۳۴۳ چاپ کرده‌است. این متن زمستان همان سال در کتاب نمایش در ژاپن بیضایی چاپ شد.